# 露天風呂

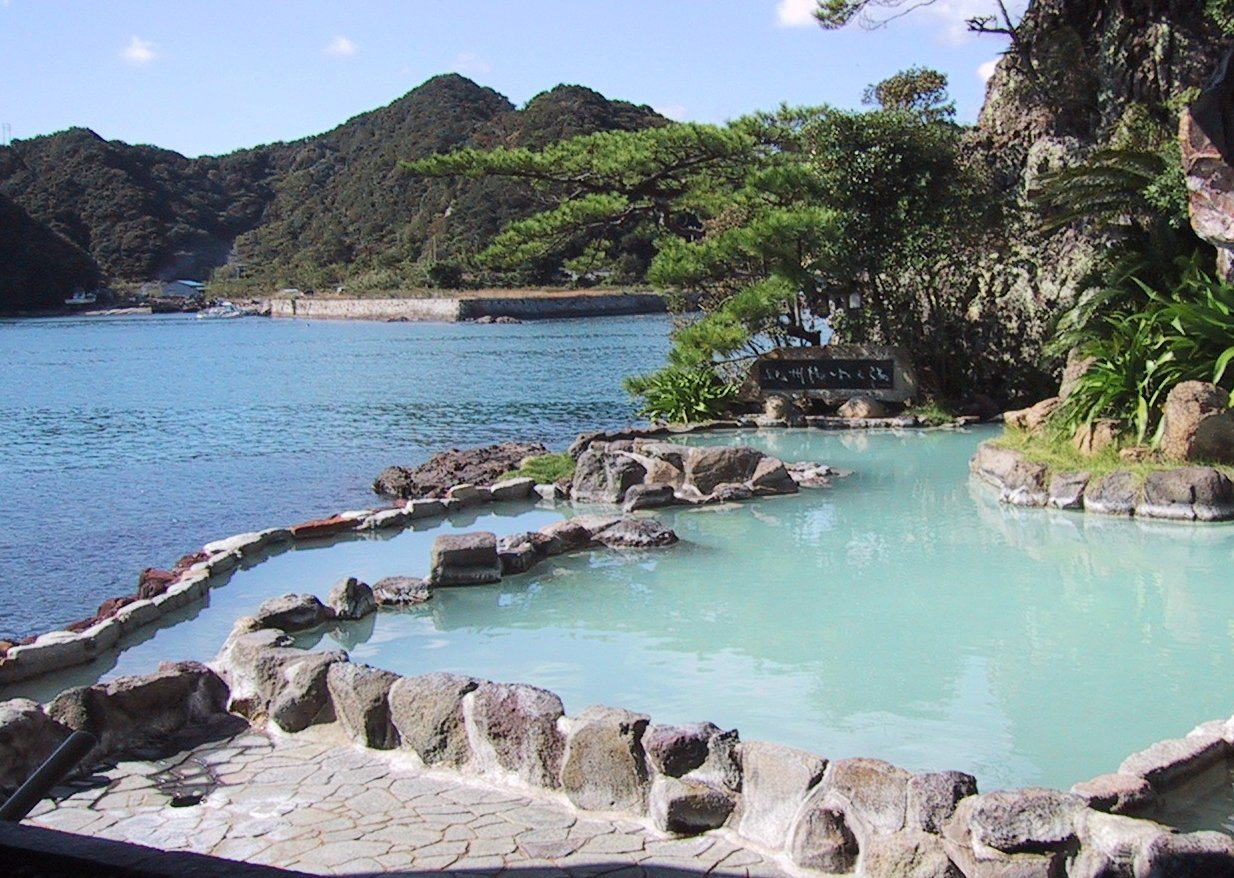
海展望の露天風呂（南紀勝浦温泉）

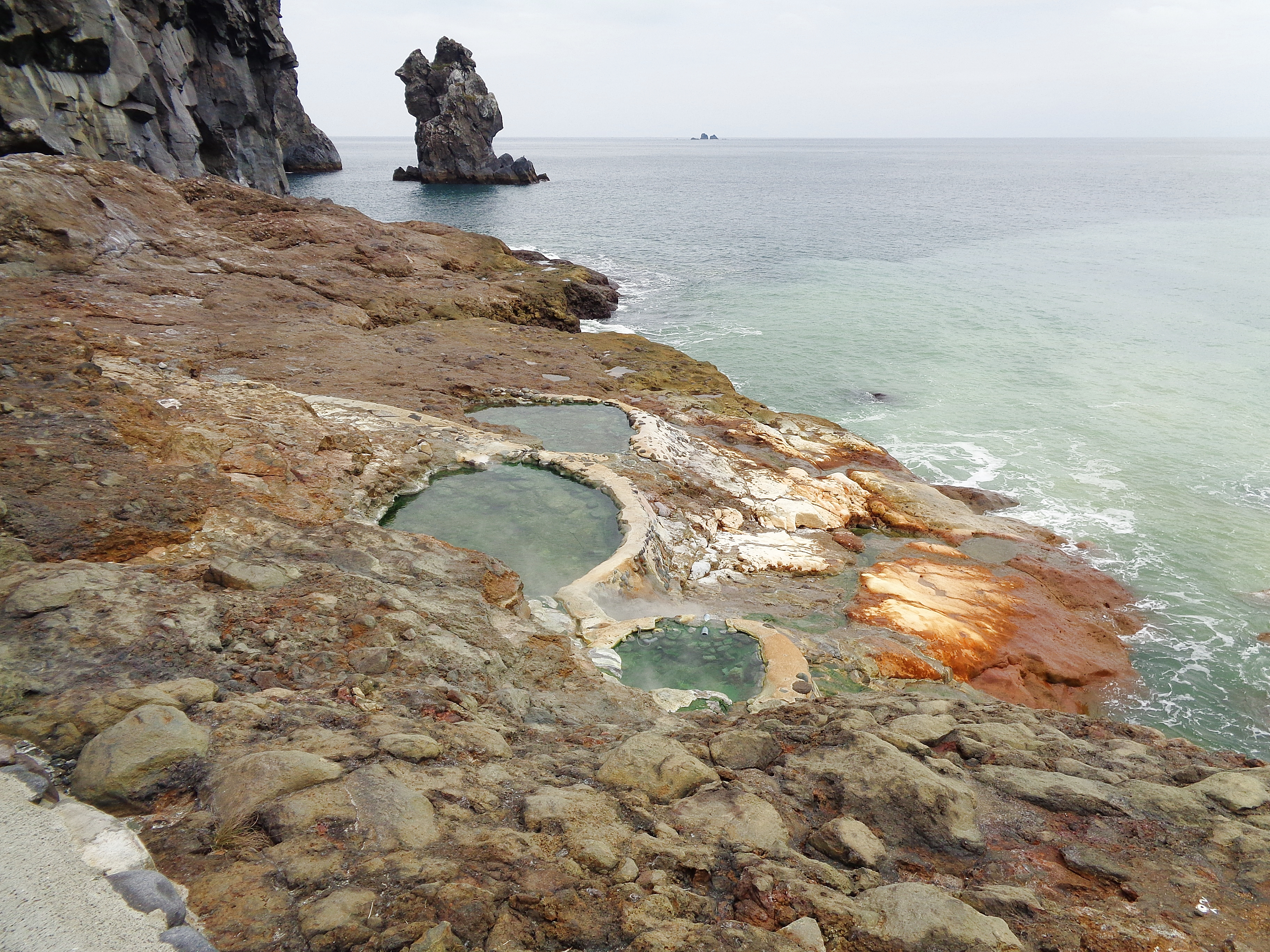
東シナ海を望む自噴泉「東温泉」（薩摩硫黄島）

露天風呂（ろてんぶろ）は、野外や屋外に設置された屋根や囲いを設けない風呂である。野風呂（のぶろ）、野天風呂（のてんぶろ）とも呼ばれる。

## 概要
露天風呂は温泉入浴の原風景とも言える。野湯のような状態であった温泉に浴槽を整備したものが始まりである。
温泉における露天風呂の人気は高い。景色を眺めながら入浴出来ることや、入浴時に開放感を味わえること、また浴室内に熱がこもるようなことがないためのぼせにくいことなど様々な要因が挙げられる。そのため、多くの旅館や日帰り入浴施設では内湯だけでなく露天風呂も併設している。
近年は旧来の温泉に限らず、多くのスーパー銭湯などにおいても露天風呂の設置がみられる。1980年代初めまではローマ風呂やジャングル風呂に代表される屋内風呂が主流であったが、1980年代後半のバブル景気の頃より露天風呂が持て囃されるようになった。
なお、天井と三方の壁に囲まれ屋内とさほど変わりない閉塞感のある状況にもかかわらず「露天風呂」と称している事例や「半露天」などと称している事例もある。

## 露天風呂番付
露天風呂番付（ろてんぶろばんづけ）は、温泉番付の一種であり、露天風呂が有名な温泉地を番付したものである。作成されたのは1981年で、野口冬人の手で編集された。露天風呂番付における西の横綱は湯原温泉の「砂湯」、東の横綱は宝川温泉である。湯原温泉には大きな露天風呂番付のモニュメントが掲示されており、温泉地のシンボルとなっている。

## 露天風呂の変種

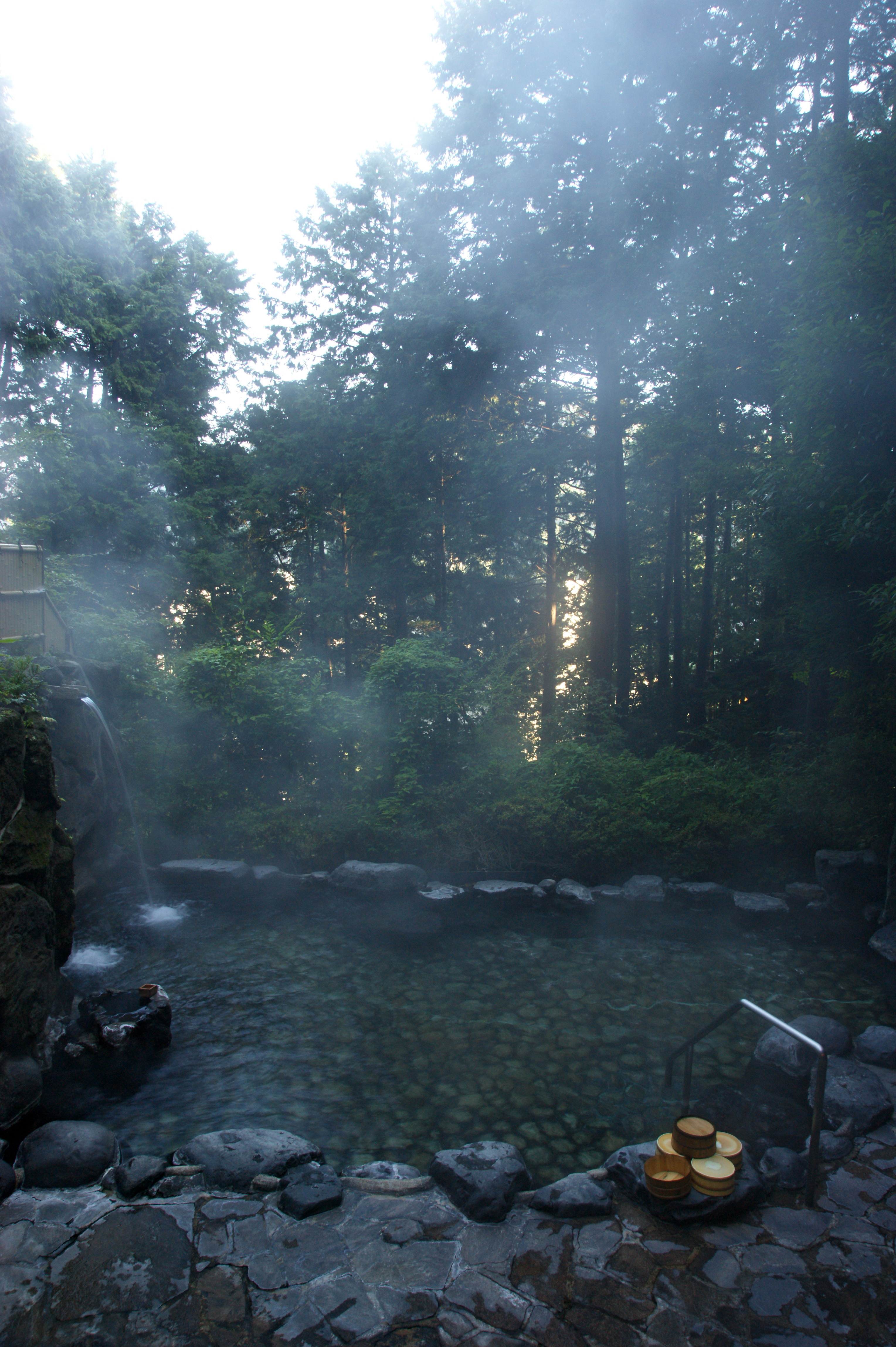
森林露天風呂 （湯村温泉）
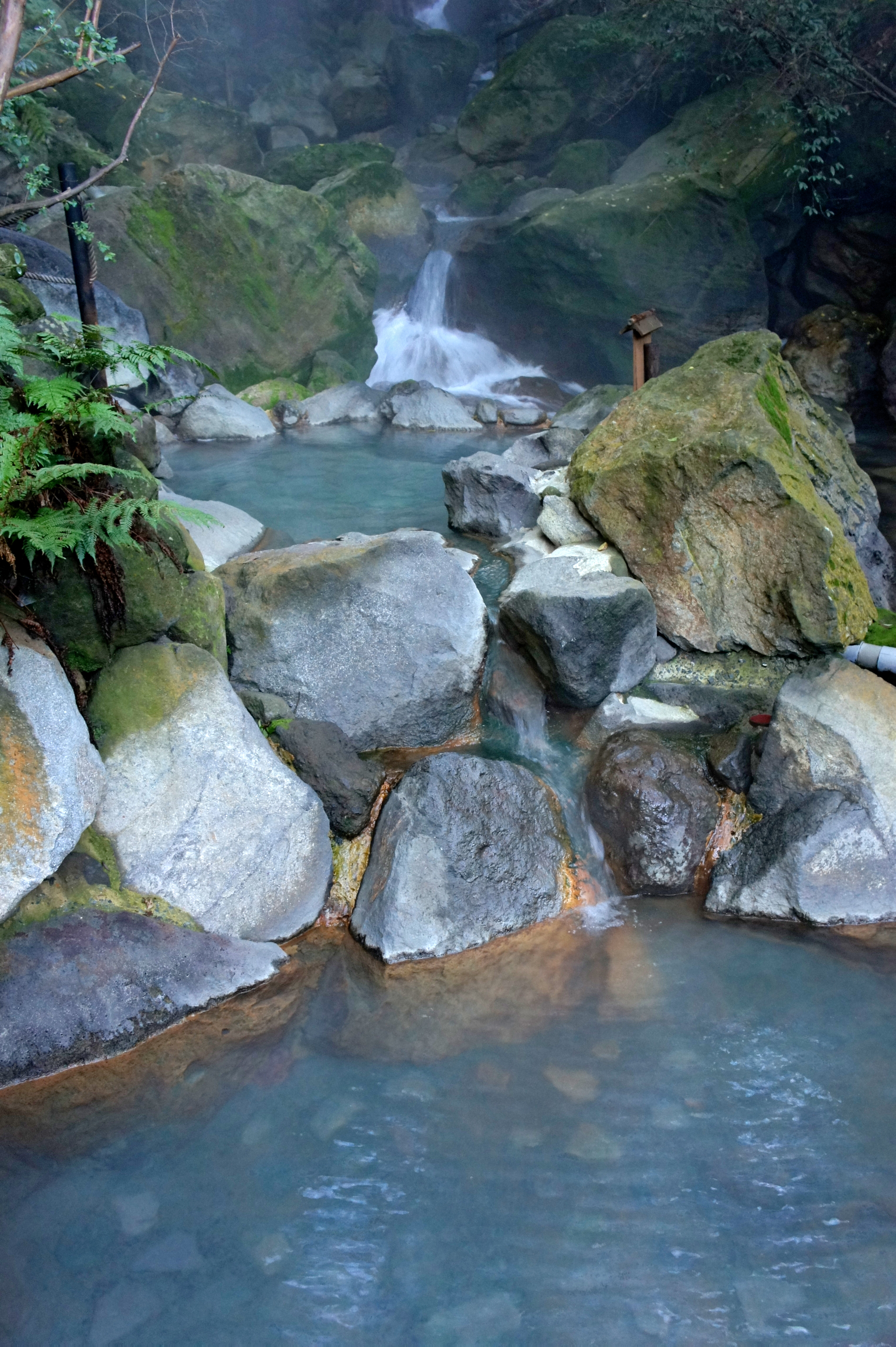
渓流の露天風呂 （栄之尾温泉）
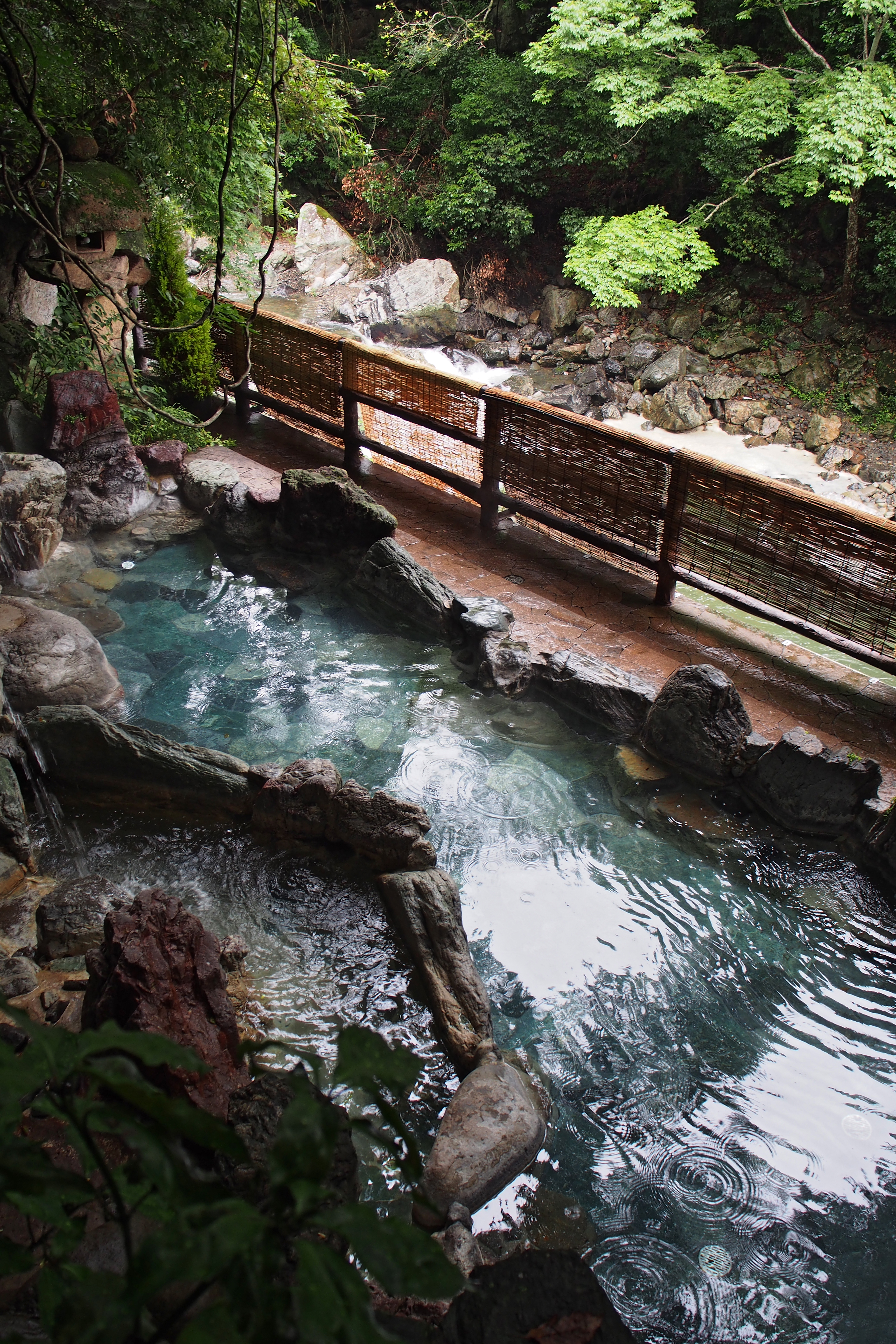
峡谷展望の露天風呂 （摂津峡温泉）
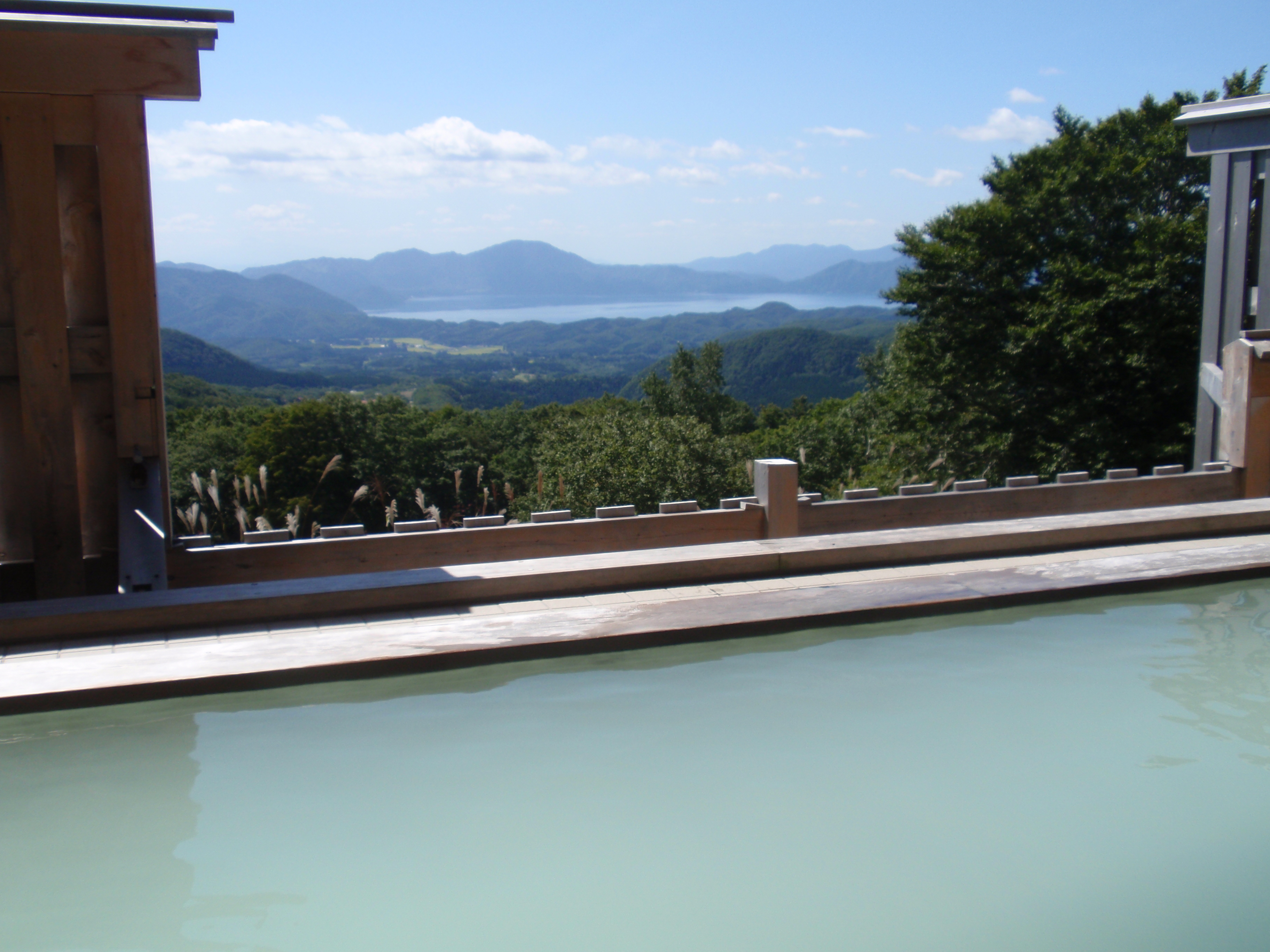
湖展望の露天風呂（田沢湖高原温泉アルパ駒草）
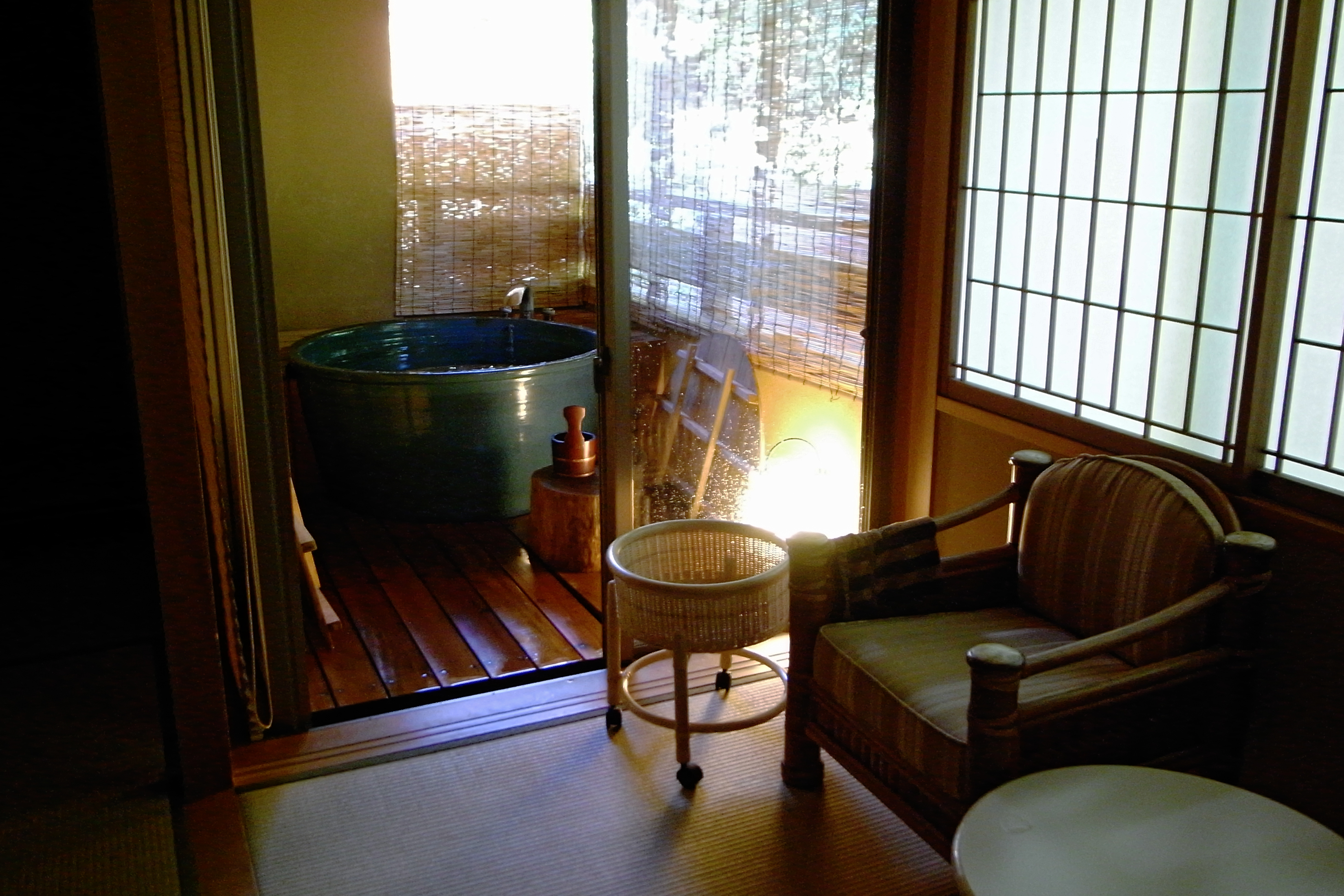
客室付きの露天風呂 （玉造温泉）
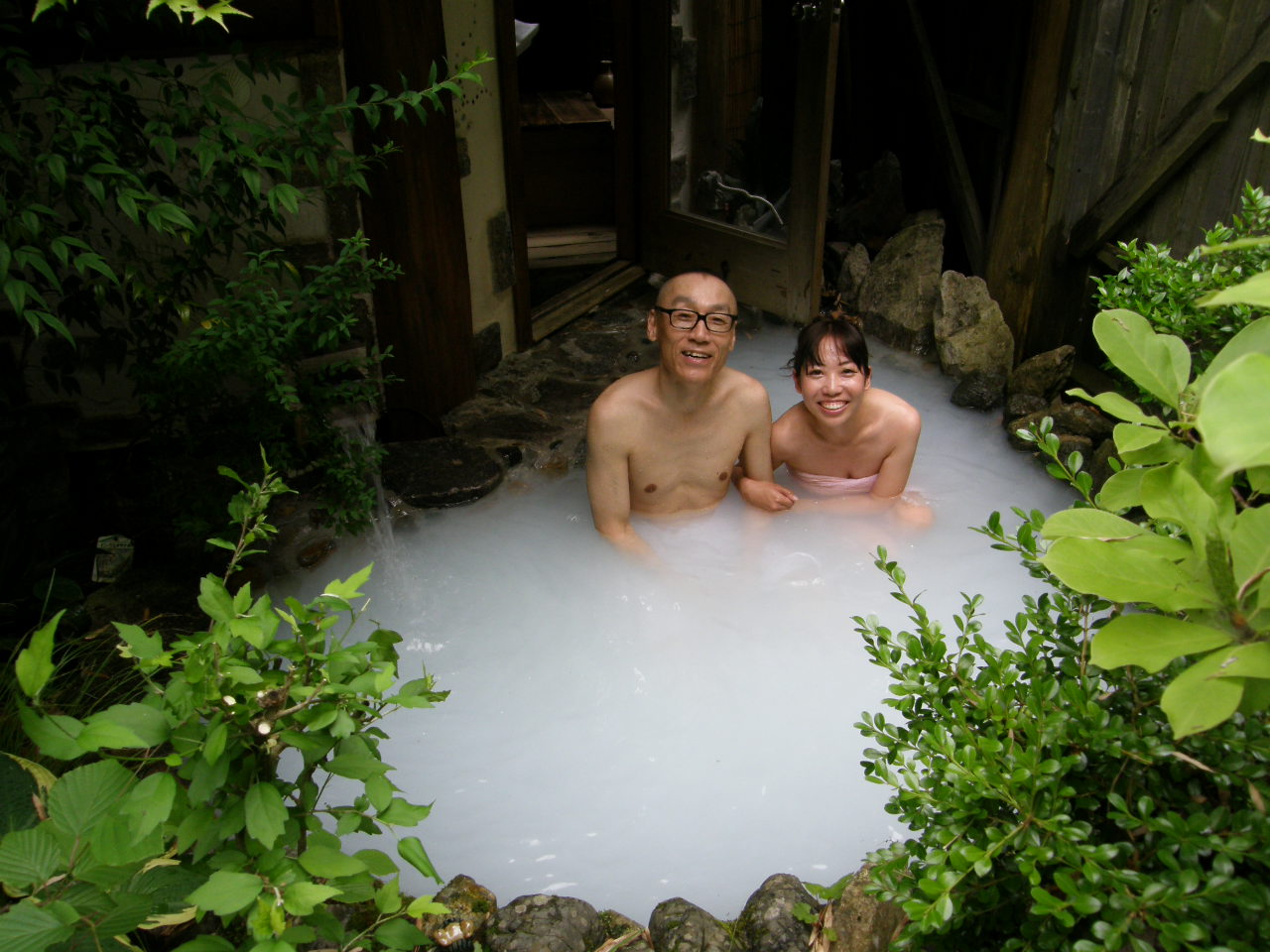
別荘の敷地内に設けられた個人用露天風呂

## 管理

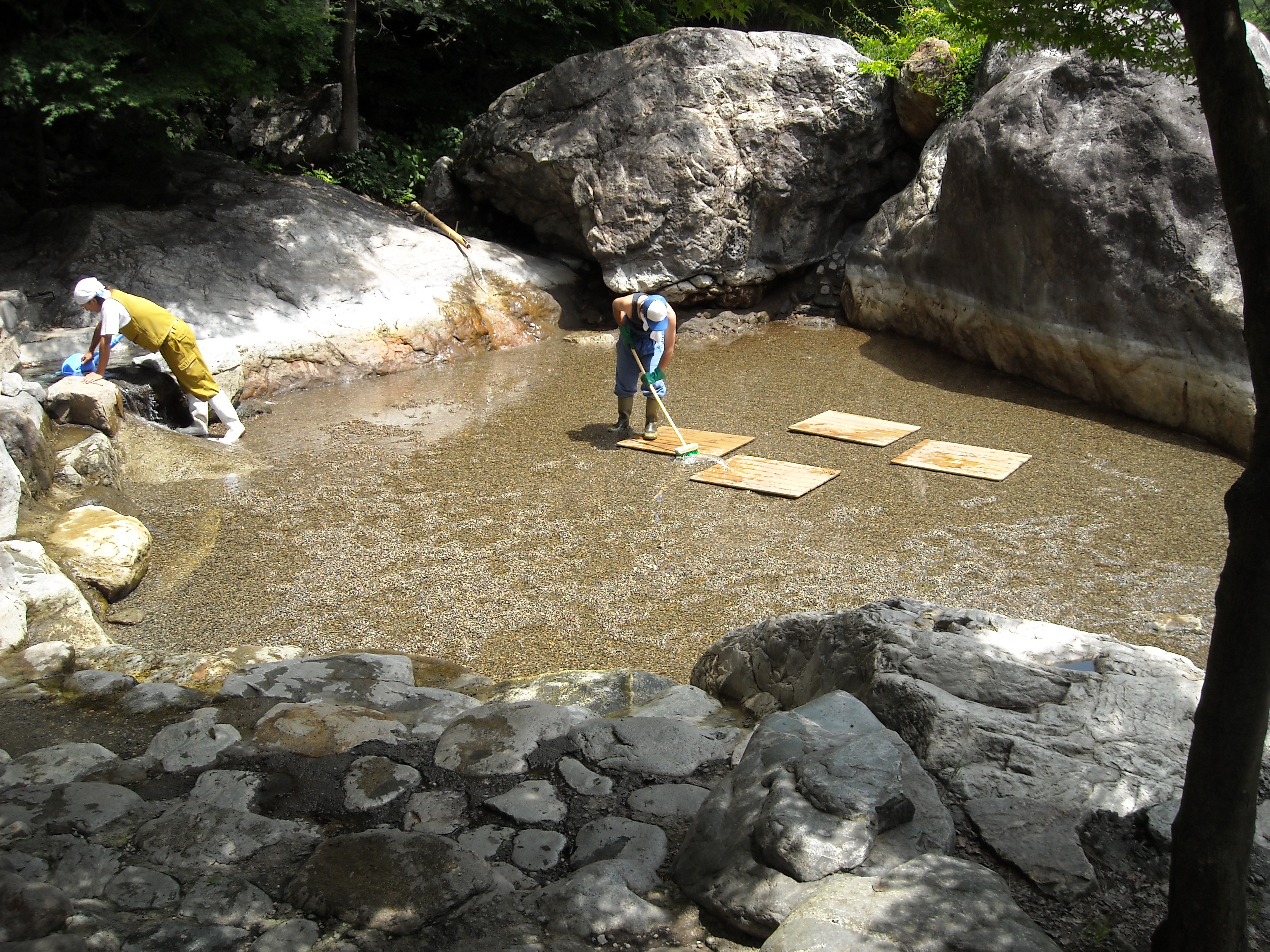
露天風呂の清掃
（新穂高温泉）

管理上の問題として、特に源泉温度が高い掛け流し温泉では、湯温が天候状態によって大きく上下するため、より細やかな温度管理が必要となる。
また、常時レジオネラ属菌によって汚染される機会にあるため、内湯以上の厳しい衛生管理が必要である。

## その他

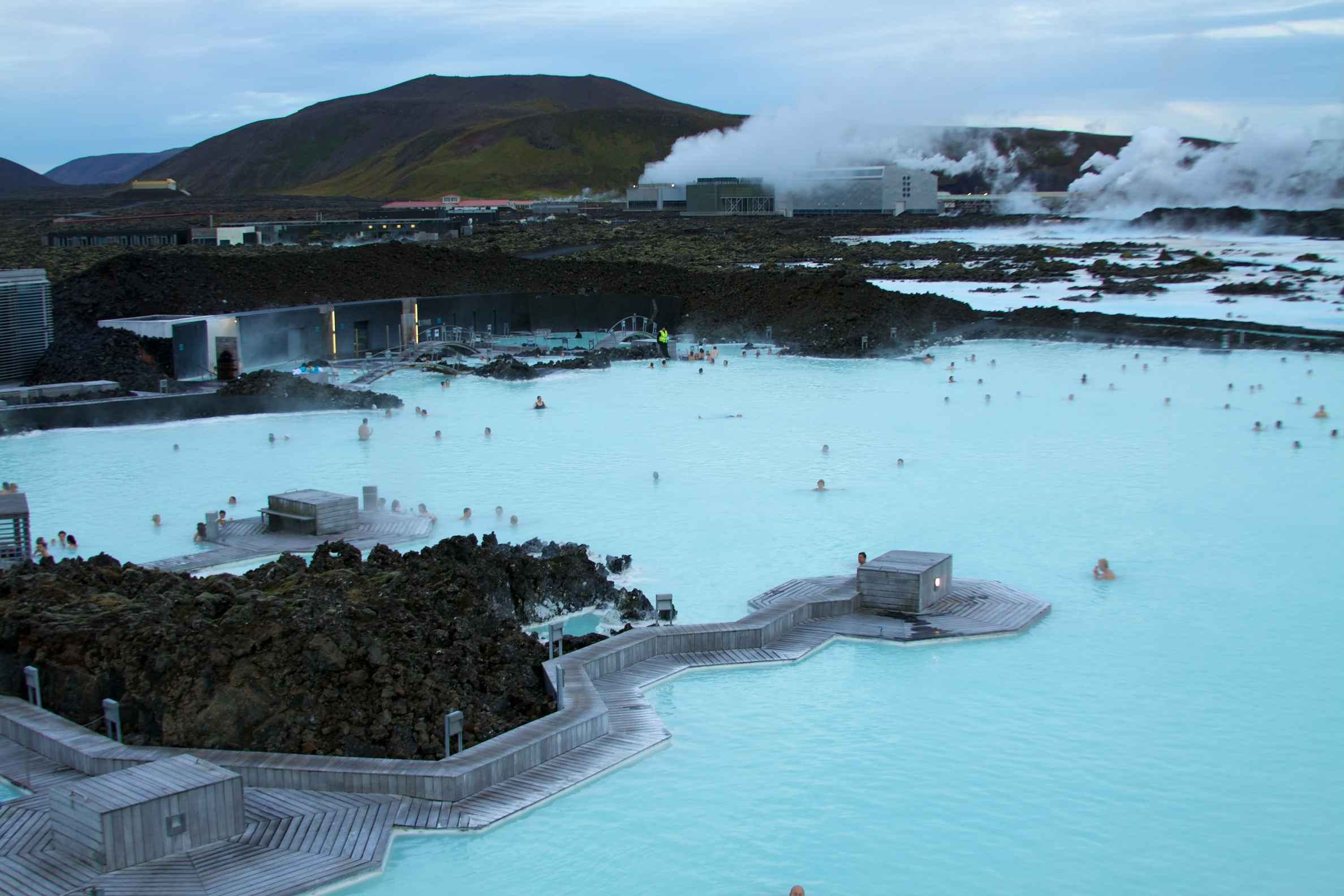
ブルーラグーン（アイスランド）

- 福島県いわき市のスパリゾートハワイアンズ内にある露天風呂「江戸情話 与市」は、総浴槽面積1000㎡の世界一広い露天風呂として「ギネス世界記録2009」に登録されている[3]。
- アイスランドには広さ5,000m2（うち一般の入浴が可能な範囲は約2,400m2）の露天風呂「ブルーラグーン」がある[4]。
- 6月26日は露天風呂の日（「ろ（6）てん（・）ぶ（2）ろ（6）」という語呂合わせ）。1987年6月26日に岡山県の湯原温泉が制定[注 2][5]。